# Kahrīz Sang
Kahrīz Sang (persiska: کهریز سنگ) är en ort i Iran.   Den ligger i provinsen Esfahan, i den centrala delen av landet, 300 km söder om huvudstaden Teheran. Kahrīz Sang ligger 1 610 meter över havet och antalet invånare är 8 267.
Terrängen runt Kahrīz Sang är platt åt sydost, men åt nordväst är den kuperad.Runt Kahrīz Sang är det tätbefolkat, med 790 invånare per kvadratkilometer. Närmaste större samhälle är Esfahan, 18,3 km öster om Kahrīz Sang. Trakten runt Kahrīz Sang består till största delen av jordbruksmark.